# Náhrobník

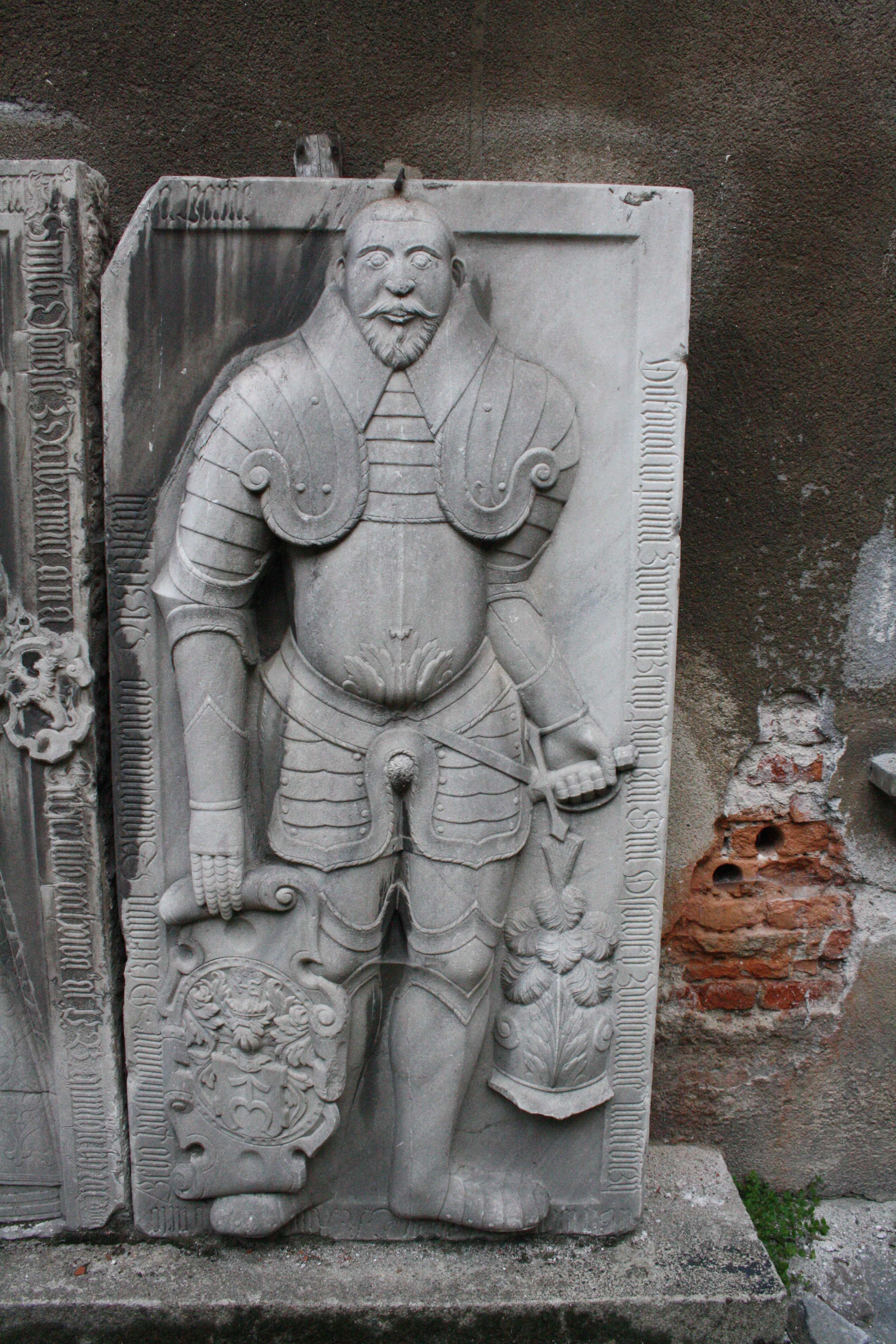
Zřejmě druhotně usazený náhrobník Smila Osovského z Doubravice

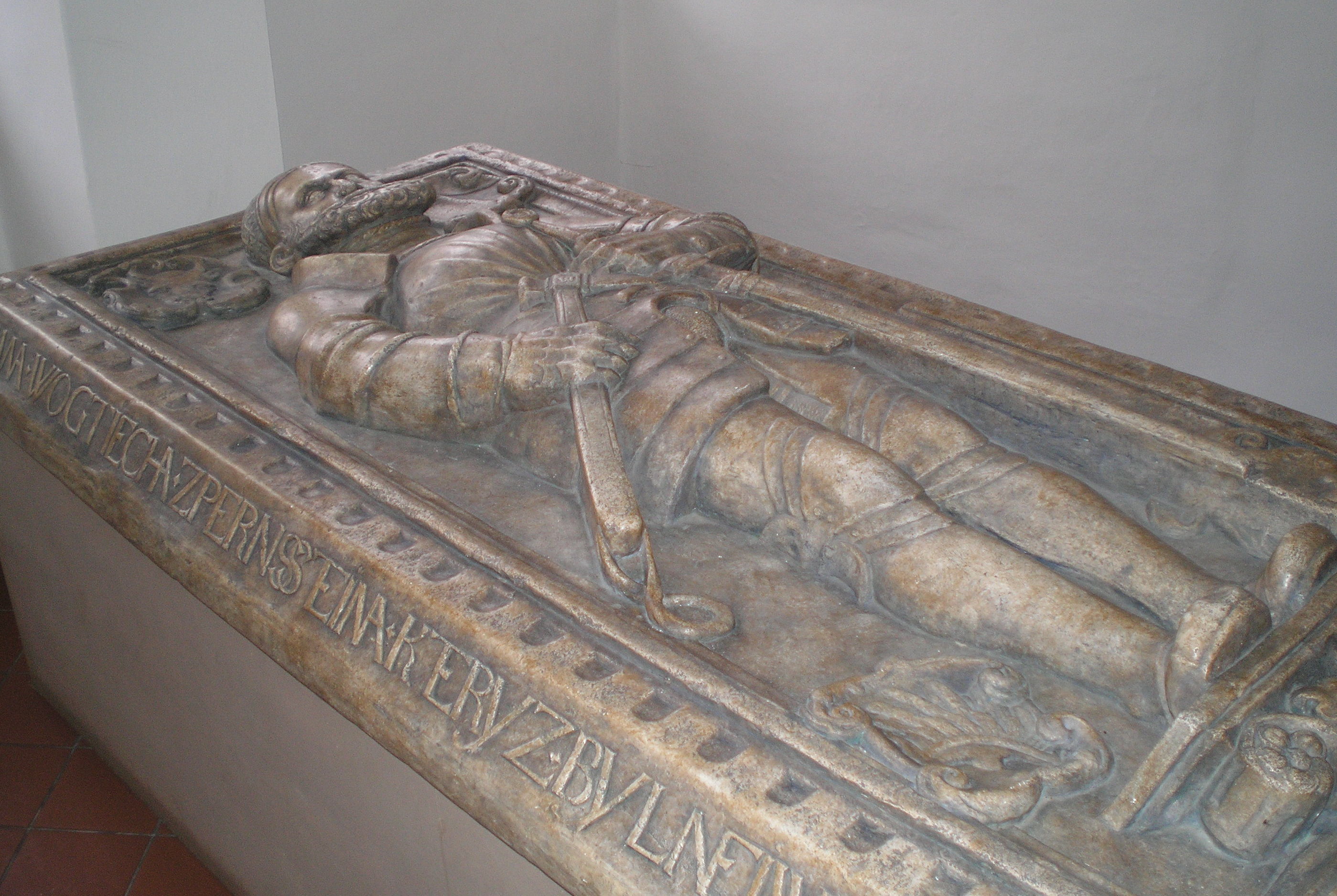
Krycí deska tumby, pokud zanikne tumba, tak může být deska zaměnitelná s náhrobníkem

Náhrobník je sepulkrální památka, deska zakrývající hrobové místo. Jedná se o památky spojené zejména s pohřby ve formě inhumace, má blízko k pojmům náhrobek, případně náhrobní kámen – náhrobníky tvořily horizontální uzávěru hrobového místa, náhrobek pak značí (ne zcela důsledně) vertikální část značení hrobového místa. Nejstarší náhrobníky byly vsazovány do podlah kostelů (a uzavíraly místa pohřbení), později takto byly užívány i mimo kostel na hřbitově. Praktická uzavírací funkce náhrobníků určuje některé základní technické parametry těchto památek, vznikaly buď kamenné, nebo kovové, většinou mají rozměry odpovídající dospělé osobě (respektive osobě, jejíž hrobové místo původně uzavíraly). Náhrobníky mohly vznikat jak zcela bez ozdob, tak s nápisy a dalšími individuálními prvky připomínajícími zemřelého – např. reliéf figury, v případě že osoba měla právo nosit znak, tak její znak.
Náhrobníky zpravidla nefungovaly jako kenotaf, nicméně starší náhrobníky jsou dochovány jako druhotně užité, např. osazené ve zdech kostelů (hřbitovů). Takto užité pak nemusí být rozeznatelné od jiných sepulkrálních památek, sekundárně použitých krycích desek tumb, hrobek, případně kenotafů pojatých v podobném stylu jako náhrobník od počátku.